# Rhagoletis jamaicensis
Rhagoletis jamaicensis
 es una especie de insecto del género Rhagoletis de la familia Tephritidae del orden Diptera. 
Foote la describió científicamente por primera vez en el año 1981.